# L-503

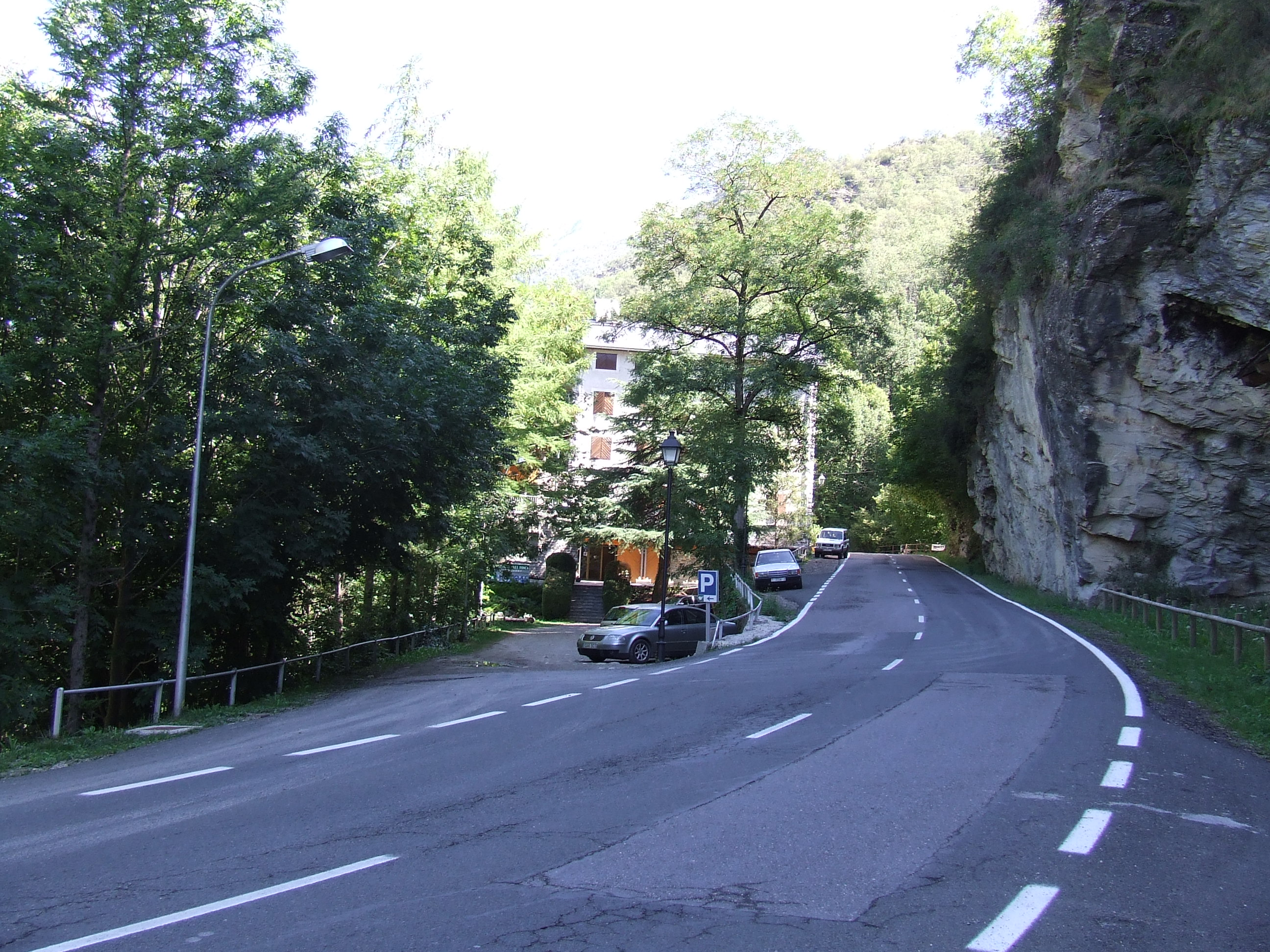
La L-503 al seu pas per Molinos

La L-503, o L-503a quan té alguna variant, com la L-503z, és una carretera antigament anomenada provincial, actualment gestionada per la Generalitat de Catalunya. La "L" indica provincia de Lleida.
Té l'origen en el poble de Senterada, en el quilòmetre 319 de la carretera N-260, i recorre tota la Vall Fosca, fins al poble de Cabdella.
Travessa només els termes de Senterada i la Torre de Cabdella, i els pobles de Senterada, la Pobleta de Bellveí, la Plana de Mont-ros (una variant, L-503z, que deixa la L-503a per passar per dins del poble evita el seu pas pel nucli urbà), Molinos, la Torre de Cabdella, la Central de Cabdella i Cabdella, on arriba en 20,5 quilòmetres.
Després, la mateixa carretera, transformada en pista asfaltada que no presenta diferències amb la carretera oficial, acaba de pujar a l'Estany de Sallente i a la Central del mateix nom.
En els seus 20,5 quilòmetres de recorregut puja 683,9 m.

## L-503z
La L-503z és una carretera antigament anomenada provincial, actualment gestionada per la Generalitat de Catalunya. La L correspon a la demarcació provincial de Lleida. La z final indica que és una variant de la carretera principal. En aquest cas, n'és el traçat antic, per dins del nucli urbà de la Plana de Mont-ros, ja que la carretera principal evita el pas ran de cases.
Té l'origen en el punt quilomètric 8,7 de la carretera L-503, 100 metres al nord de la Mola de Castell, i de seguida travessa, cap a llevant, a la riba esquerra del Flamisell pel Pont de la Mola. Un cop travessat el pont, la carretera -que conserva el quilometratge antic, que segueix la direcció nord-sud- passa pel costat est de la Central Hidroelèctrica de la Plana, i arriba a la Plana de Mont-ros en quasi 1 km. Després continua cap al sud, passa per Casa Entema, i s'aboca altre cop en la carretera L-503 en el punt quilomètric 7,6 a les Sortetes, prop de la Font de l'Abeurador.
Té una llargària de quasi 1,6 km. Discorre íntegrament per l'antic terme municipal de Mont-ros, i, per tant, per l'actual de la Torre de Cabdella.
És una carretera de traçat quasi perfectament pla.
Travessa només part del terme de la Torre de Cabdella, dins de l'antic municipi de Mont-ros.